# ФК Одра
ФК Одра је пољски фудбалски клуб из Вођислава Слонског и основан је 1922. Боје су плава и црвена. Игра у првој лиги од 1996. Од 1945. до 1963 је био повезан са пољском железницом. Од 1974. до 1996. је био повезан са пољским рударством. Осим фудбалског тима, постоје тимови кошарке, бициклизма, бокса и џудоа. 

## Састав тима
| Бр. |        | Позиција | Играч           |
| --- | ------ | -------- | --------------- |
|     | Пољска | Г        | Адам Бенш       |
|     | Пољска | Н        | Витолд Чихи     |
|     | Пољска | С        | Пјотр Шумичек   |
|     | Пољска | С        | Јацек Куранти   |
|     | Пољска | С        | Јан Вош         |
|     | Пољска | О        | Пјотр Герчак    |
|     | Пољска | С        | Бартоломеј Соха |
|     | Пољска | С        | Адам Стаховјак  |
|     | Пољска | Н        | Марцин Кокошка  |
|     | Пољска | О        | Блажеј Радлер   |
|     | Пољска | О        | Мацеј Коржим    |
|     | Пољска | Г        | Бартош Хинк     |

| Бр. |        | Позиција | Играч               |
| --- | ------ | -------- | ------------------- |
|     | Пољска | О        | Лукаш Скробач       |
|     | Пољска | О        | Аркадиуш Александер |
|     | Чешка  | С        | Данијел Ригел       |
|     | Пољска | О        | Дариуш Дудек        |

## Успеси
- Екстракласа: 3. место 1997.

## Европски успеси
| Сезона  | Такмичење     | Ранг       | Држава             | Екипа           | Резултат |
| ------- | ------------- | ---------- | ------------------ | --------------- | -------- |
| 1997    | Интертото куп | Група      | Румунија           | Рапид Букурешт  | 2-4      |
|         |               | група      | Француска          | Олимпик Лион    | 2-5      |
|         |               | група      | Словачка           | Жилина          | 0-0      |
|         |               | група      | Аустрија           | ФК Аустрија Беч | 5-1      |
| 1997/98 | УЕФА куп      | 1 коло кв. | Северна Македонија | Победа          | 3-0, 1-2 |
|         |               | 2 коло кв. | Русија             | Ротор           | 0-2, 3-4 |
| 2003    | Интертото куп | 1 коло     | Република Ирска    | Шамрок роверси  | 1-2, 0-1 |
| 2004    | Интертото куп | 1 коло     | Белорусија         | Динамо Минск    | 1-0, 0-2 |